# Ugedage
En uge er inddelt i syv dage, der på dansk hedder:
- Mandag
- Tirsdag
- Onsdag
- Torsdag
- Fredag
- Lørdag
- Søndag

Dagene fra mandag til fredag (især tidligere også lørdag), men ikke helligdagene, kaldes samlet set for hverdage, mens det engelske weekend efterhånden er blevet den almindelige betegnelse for hviledagene lørdag og søndag.
Fredag er hviledagen i den muslimske kultur, mens lørdag er hviledagen i den jødiske kultur. Den bibelske sabbat går fra solnedgang fredag til solnedgang lørdag.
De tre monoteistiske kulturer er dog enige om at betragte søndag som ugens første dag, mens ISO-standarden og den almene europæiske norm er, at mandag betragtes som den første dag i ugen.
| Tid | Spire Denne artikel om tid eller kalendere er en spire som bør udbygges. Du er velkommen til at hjælpe Wikipedia ved at udvide den. |